# Banda Municipal de Música de Mojácar

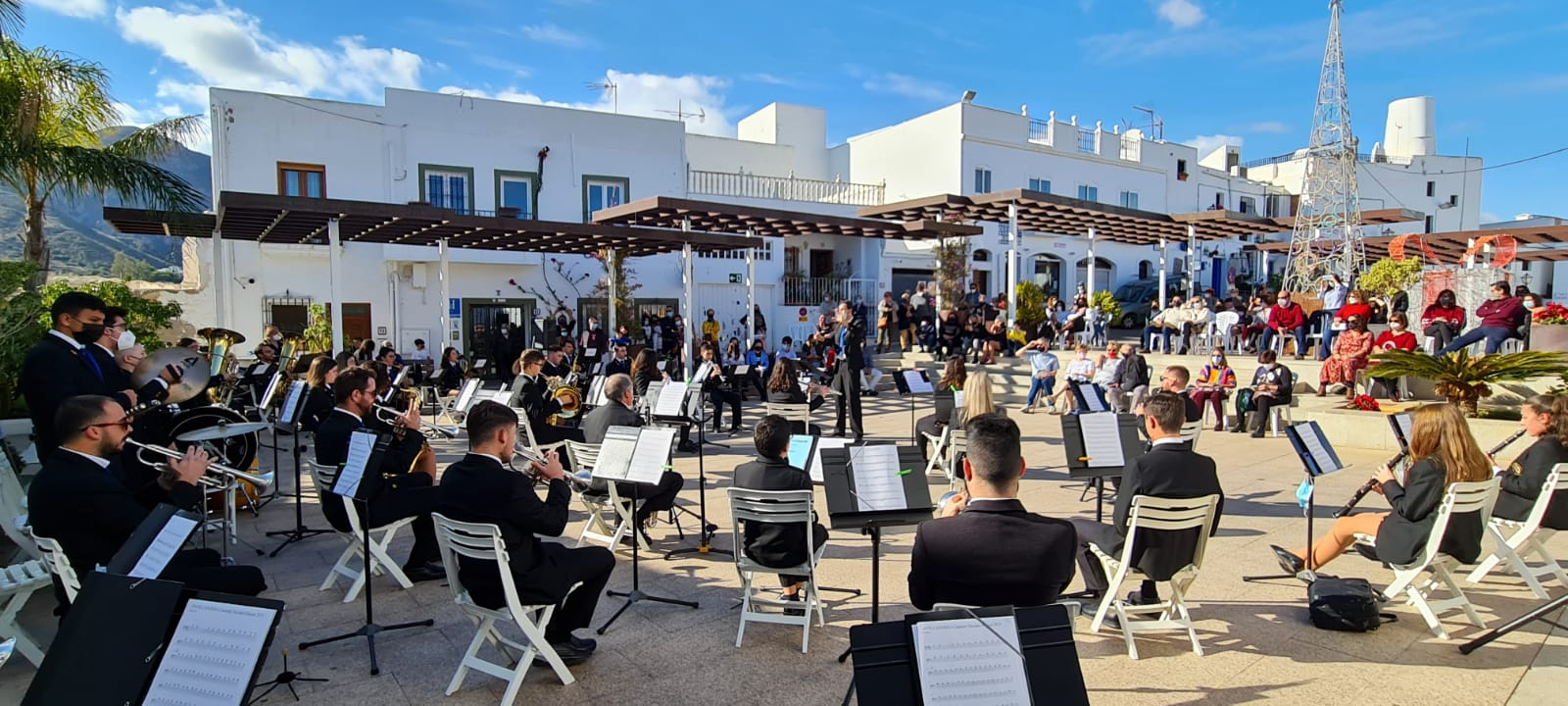
Concierto interpretado por la Banda de Música de Mojácar

La Banda Municipal de Música de Mojácar, es una agrupación musical fundada en 2013 en el municipio de Mojácar, en la provincia de Almería (España). Desde su creación, ha jugado un papel fundamental en la vida cultural y festiva del municipio, participando activamente en las festividades locales, especialmente en las Fiestas de Moros y Cristianos.

## Historia
La Banda de Música de Mojácar fue fundada oficialmente en el año 2013, aunque los orígenes de la actividad musical organizada en la localidad pueden rastrearse a iniciativas anteriores.
Nació con el objetivo de fomentar la educación musical en el municipio y de proporcionar un espacio para que músicos locales pudieran desarrollar su actividad. La iniciativa contó desde su inicio con el apoyo del Ayuntamiento de Mojácar, que vio en la creación de la banda una oportunidad para enriquecer la oferta cultural del municipio y potenciar su atractivo turístico.
Desde su fundación, la banda ha experimentado un crecimiento constante tanto en número de integrantes como en nivel técnico y musical, convirtiéndose en una de las agrupaciones musicales más importantes de la comarca del Levante Almeriense.

## Composición
La Banda Municipal de Música de Mojácar está integrada por músicos de diversas edades, desde jóvenes estudiantes hasta músicos experimentados cerca de su jubilación. Su plantilla ha ido creciendo progresivamente desde su fundación, contando en la actualidad con aproximadamente 40 integrantes.
La instrumentación típica de la banda incluye:
- Viento-madera: flautas, oboes, clarinetes, saxofones.

- Viento-metal: trompetas, trombones, bombardinos, tubas y trompas.

- Percusión: tambores, bombos, platillos, marimba, xilófonos,...

## Dirección
Desde su fundación, la banda ha estado dirigida por profesionales cualificados en dirección musical los cuales han cursado el Grado Superior de Música empezando con el director Diego. Entre sus directores destaca la figura de Isabel María Forte, quien ha contribuido significativamente al desarrollo técnico y artístico de la agrupación.

## Actividades y repertorio
La Banda Municipal de Música de Mojácar desarrolla una intensa actividad a lo largo del año, siendo sus principales actividades:

### Conciertos
La banda ofrece regularmente conciertos tanto en el propio municipio de Mojácar como en localidades cercanas. Destacan sus actuaciones en el Castillo de Santa Ana, monumento emblemático de la localidad, donde ofrecen conciertos estacionales aprovechando la acústica y el entorno histórico del recinto.

### Participación en festividades locales
Una de las funciones más importantes de la banda es su participación en las festividades locales, tales como la Fiesta de Moros y Cristianos de Mojácar (declaradas de Interés Turístico de Andalucía), las procesiones de Semana Santa o las Fiestas de San Agustín de Mojácar. Durante estas celebraciones, la banda interpreta marchas moras y cristianas que acompañan a los desfiles y representaciones.

### Eventos culturales
La banda participa activamente en diversos eventos culturales, como la celebración del Día Europeo de la Música (21 de junio), donde suele ofrecer conciertos gratuitos para todos los públicos, contribuyendo a la difusión de la cultura musical entre los habitantes y visitantes de Mojácar.
Su repertorio es amplio y variado, incluyendo:

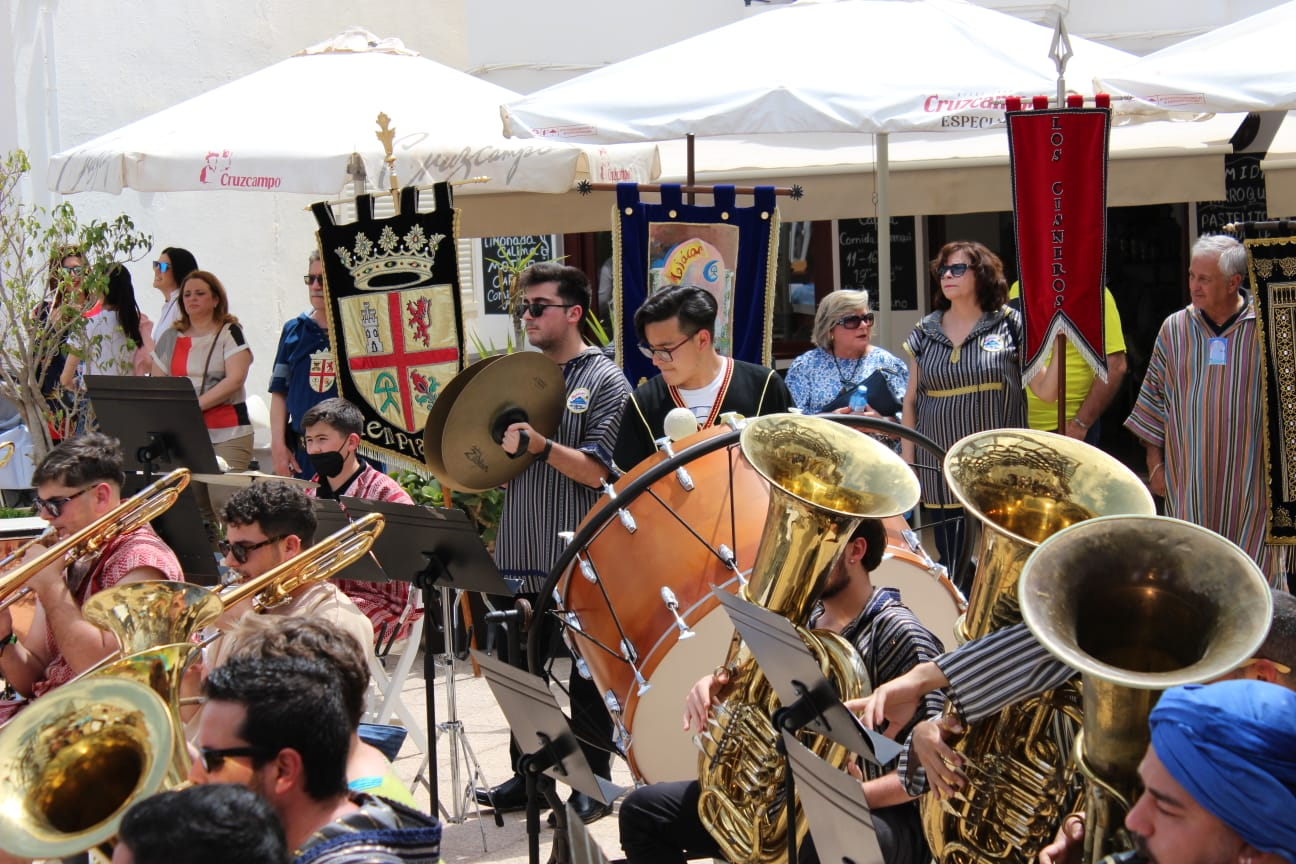
Actuación de Moros y Cristianos

- Pasodobles tradicionales españoles.
- Marchas moras y cristianas.
- Música festiva regional.
- Adaptaciones de música clásica.
- Bandas sonoras de películas.
- Composiciones de música contemporánea adaptada a banda.

## Formación musical
Además de su actividad concertística, la Asociación Musical de Mojácar desarrolla una importante labor formativa a través de su escuela de música, donde se imparten clases de diversos instrumentos a alumnos de todas las edades donde se incluyen especialidades. Esta actividad pedagógica resulta fundamental para garantizar el relevo generacional en la banda y para fomentar la afición musical en la localidad.

## Reconocimientos
La labor cultural y artística de la Banda Municipal de Música de Mojácar ha sido reconocida tanto por instituciones locales como provinciales:
En 2019, recibió una mención especial del Ayuntamiento de Mojácar por su contribución a la difusión de la cultura musical en el municipio.
La Diputación Provincial de Almería ha destacado en varias ocasiones la calidad de sus interpretaciones y su papel en la promoción cultural de la provincia.

## Impacto cultural
La creación y consolidación de la Banda Municipal de Música de Mojácar ha tenido un impacto significativo en la vida cultural del municipio:
- Contribuye a la revitalización de tradiciones musicales locales.

- Fomenta el interés por la música entre los jóvenes de la localidad.
- Enriquece la oferta cultural tanto para residentes como para turistas.
- Refuerza la identidad cultural local a través de la música.

Además, la banda ha servido como plataforma para que músicos locales desarrollen su talento y adquieran experiencia en la interpretación musical colectiva, contribuyendo así al desarrollo musical de la comarca.

## Proyectos y futuro
Entre los proyectos de futuro de la Asociación Musical de Mojácar destacan:
- La ampliación de su plantilla instrumental.
- La grabación de un disco con piezas representativas de su repertorio.
- La organización de intercambios con otras bandas municipales.
- La participación en certámenes y concursos de bandas a nivel regional y nacional.
- El desarrollo de programas educativos para acercar la música a todos los sectores de la población.